# Mýtus o bílé antice

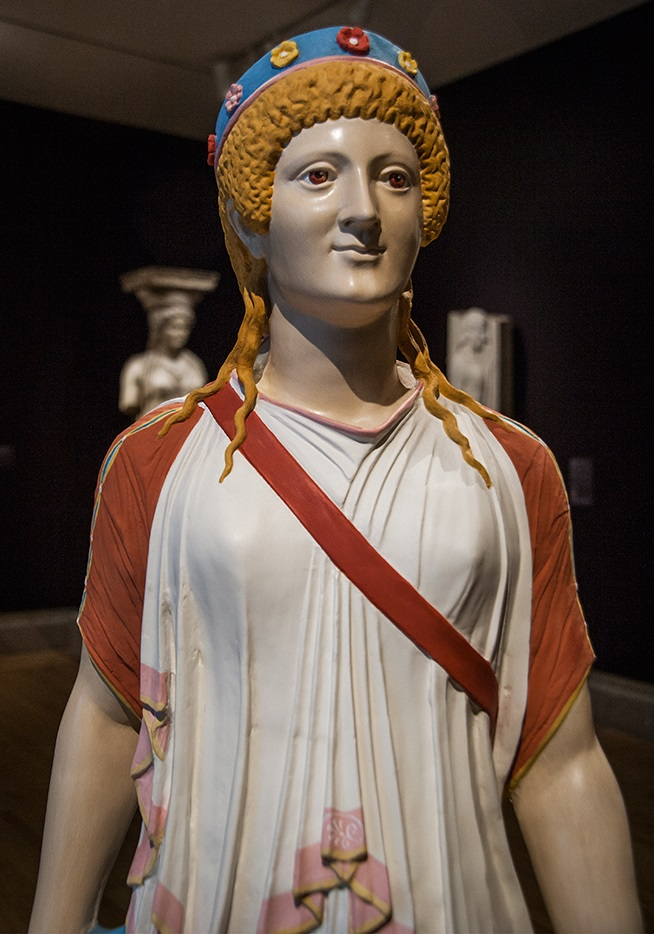
Socha Artemidy, římská práce z 1. století kopírující řecký originál z 6. století př. n. l. nalezená v Pompejích, mramor malovaný pomocí vaječné tempery, malba rekonstruována na základě zbytků pigmentu.

Mýtus o bílé antice, je mylné, ale široce rozšířené přesvědčení o prominentním postavení bílé barvy v umění, především sochařství, starověkého Řecka a Říma. Ve skutečnosti byly antické sochy výrazně kolorovány.
Historik umění Matthew Wilson v tomto kontextu hovoří o „chromofobii“ v západní kultuře, kterou spojuje s chápáním barevnosti jako něčeho bytostně odlišného, ženského, orientálního, primitivního, dětinského nebo kýčovitého.

## Dějiny
Počátky úzkého sepětí bílé barvy a antiky jsou spojovány s nálezem římské mramorové sochy Apolla v Anziu nedaleko Říma v roce 1489, která začala být známa jako Apollón Belvederský. Dělníci, kteří sochu nalezli ji pečlivě očistili od zeminy, což ale také vedlo k ztrátě veškerých zbytků malby které na ní zbývaly, jinak ale představovala mistrovské dílo, které se zachovalo ve velmi dobrém stavu, a dostalo se jí tak odpovídající pozornosti. Apollóna Belvederského mělo mnoho renesančních umělců možnost si prohlédnout, nakreslit nebo si pořídit i jeho trojrozměrnou kopii a jeho čistá forma postrádající jakoukoliv barevnost následně ovlivnila renesanční sochařství, které se rozešlo s gotickou módou kolorovaných skulptur. Johann Joachim Winckelmann (1717 – 1768), zakladatel oboru dějin umění, prohlásil že čím je socha bělejší tím je krásnější a barevnost soch nalezených v Pompejích vysvětloval tím že mělo jít o etruské, nikoliv římské práce. Bílá se následně stala prominentní barvou klasicismu 18. a 19. století, i klasicismu oblíbeného totalitní režimy 20. století. Taktéž hollywoodské historické filmy z 50. a 60. let 20. století dále posilnili tuto představu mezi širokými vrstvami lidí, stejně jako seriál Řím z roku 2005, kde se sice objevují barvy a zlacení na budovách, ale nikoliv na sochách.
Přesto už od počátku byly známy skutečnosti, které obraz bílé antiky narušovaly, například zmínky o kolorovaných sochách v řeckých tragédiích. Také Winckelmann ke konci svého života uznal, že se mýlil a během 19. století bylo objeveno mnoho nálezů, které svědčily o kolorování. K nejvýznamnějším patřil nález sochy zvané Augustus z Prima Porty, na které se dochovaly zjevné známky pigmentu, které se archeologové, vědomí toho, že římské sochy byly barevné, nijak nepokoušeli odstranit. Archeologové taktéž popsali stopy pigmentu na soše nazvané Peplos Koré z athénské Akropole nalezené na konci 19. století, ale její rekonstrukce vytvořené Émilem Gilliéronem byly úmyslně zcela bílé. Snaha o rozšíření povědomí o polychromii antických soch se objevuje až na konci 80. let 20. století ve spojení se jménem německého archeologa Volkmara von Graveho, na kterého navázal Vinzenz Brinkmann, jehož snaha vyvrcholila výstavou Bunte Götter – Die Farbigkeit antiker Skulptur (Malovaní bohové – Barevnost antických soch) v roce 2003.
Z důvodu nedostatečné bělosti došlo v 19. století k bělení takzvaných Elginových mramorů z Parthenónu, jejichž materiál, pentelský mramor, získal žlutavý odstín.